# Trigonoptera isabellae
Trigonoptera isabellae är en skalbaggsart som beskrevs av Gilmour 1949. Trigonoptera isabellae ingår i släktet Trigonoptera och familjen långhorningar. Inga underarter finns listade i Catalogue of Life.